# Carleton Washburne
Carleton Wolsey Washburne (ur. 1889, zm. 1968) – amerykański pedagog, jeden z czołowych przedstawicieli progresywizmu amerykańskiego. Będąc inspektorem szkolnym w mieście Winnetka (w stanie Illinois) przeprowadził w tej miejscowości reformę szkolną, której sednem było dostosowanie nauki szkolnej do różnic indywidualnych dzieci w przedziale wiekowym 5-12 lat. 

## Ważniejsze prace
- Przystosowanie szkoły do dziecka (1932)
- Remarks of mankind (1932)
- What is progressive education? (1952)